# Zichpil
Zichpil je čtvrť v Humpolci rozkládající se mezi hřbitovem, Horním náměstí a Židovským městem.

## Historie
Lidé, především Židé, se lokalitě začali poprvé usazovat na konci 17. století, ovšem označení Zichpil je starší. V této době se čtvrť nacházela za městem, resp. za částí zv. Starý Humpolec, a tak zde až do přelomu 17. a 18. století nebyla souvislá zástavba. Čtvrť obývali především chudší obyvatelé, což se promítlo i do podoby budov. V roce 1785 došlo k výstavbě toleranční modlitebny a v této době také začala vznikat souvislejší zástavba, na čemž měly hlavní zásluhu Josefínské reformy. Svého vrcholu dosáhl rozvoj Zichpili na počátku 19. století. Stávaly zde především roubené či poloroubené domky s žádným nebo minimálním hospodářským zázemím, v nichž žili drobní řemeslníci. Od 60. let 20. století však docházelo k postupné demolici objektů. Od 80. let pak lokalitu zasáhla paneláková výstavba. Bourání původní zástavby pokračuje do současnosti.

## Pamětihodnosti
- Skanzen Zichpil
- Toleranční modlitebna